# Famille von Bilderling

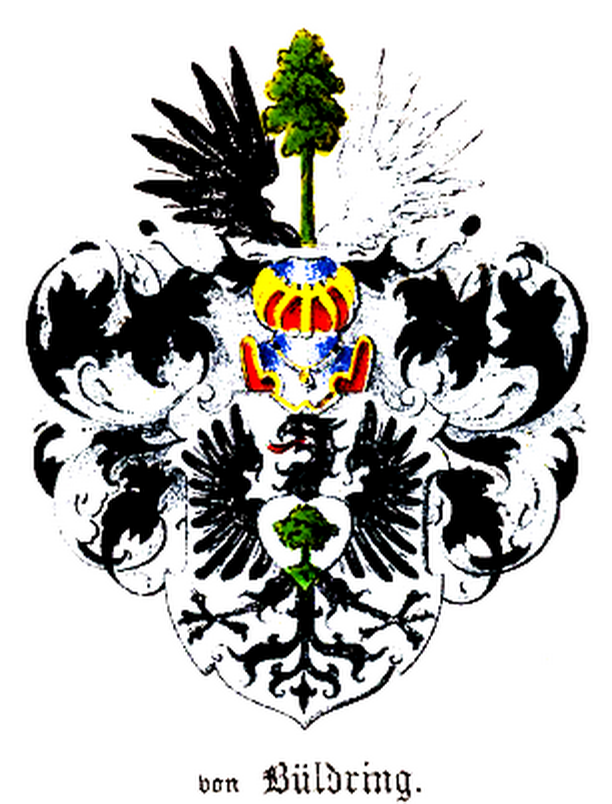
Armes des Büldring-Bilderling

La famille von Bilderling, aussi nommée von/de Büldring-Bilterling, fait partie des familles de l'aristocratie balte de noblesse immémoriale (Uradel). Elle s'est illustrée par des écrivains comme Melchior fin XVIIe et Georg Sigismund fin XVIIIe siècle, par des militaires et artistes comme Alexandre von Bilderling qui s'illustra dans la guerre russo-japonaise et par son frère Peter von Bilderling qui fut le cofondateur de la plus grande société pétrolière de la fin du XIXe siècle, la société Branobel.

## Historique
La famille est d’origine westphalienne : Schultiken Boldering est un membre influent de la Ligue hanséatique, Oetbert et Bernt Boldering sont propriétaires des fiefs de Cotwick et Overdick dans la région de Raalte en Westphalie.
La famille des Bilderling est devenue vassale de l’Ordre Teutonique lorsque, le 14 mars 1495, Johan reçoit un fief du Maître de l’Ordre Wolter von Plettenberg en Courlande. Ce fief est situé entre la rivière Aha et le golfe de Courlande, près de Riga, avec droit allodial. Le fief portera le nom de Bilderlingshof à partir du XVIIe siècle. Johan est considéré comme l'ancêtre de la famille (Stammvater).
La famille a été inscrite dans le nobiliaire de Courlande le 18 juillet 1634 en première classe (Uradel).
Le sceau de Johan et les armes de la famille sont dessinées ou décrites dans les livres nobiliaires et les armoriaux baltes comme ceux de Neimbst (1793), de Hüpel (1796), de Schabert (1841), de Klingspor (1872) et de Gritzner (1893), dans celui de Rietstap (1938) au niveau européen et celui d'Ernst von Mühlendahl (1954).

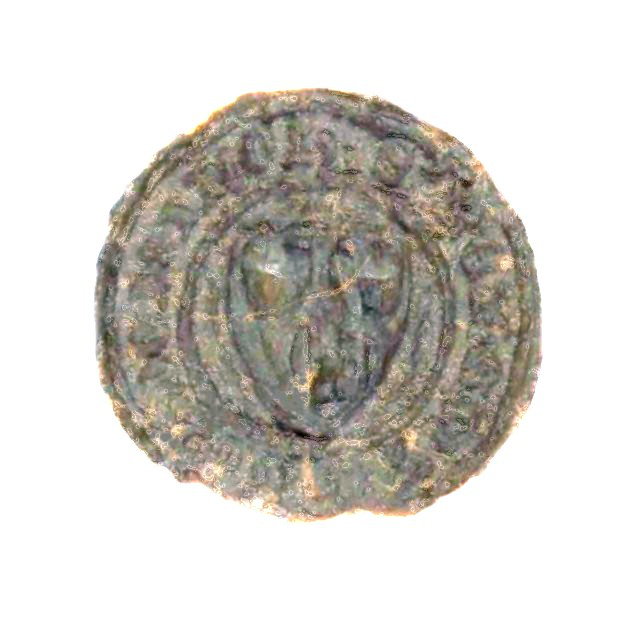
Sceau de la famille en 1410

Puis la famille a été inscrite dans le livre de la noblesse russe en 1872.
Elle a été reconnue dans son titre de baron en 1903 par un édit du Sénat russe, après reconnaissance de l’identité des deux branches, Büldring et Bilterling en 1899 par la noblesse de Courlande.

## Propriétés
Les propriétés principales de la famille ont été :
- Bilderlingshof dans le district de Riga,
- Taifer mit Brinckenhof et Karrinem en Livonie,
- Wilkagen, Sonnaxt, Neu Laschen, Rauden en Courlande,
- Karrinöm, Sippa, Piwarotz en Estonie
- Mizany en Lituanie,
- Zapolié en Russie.

## Personnalités

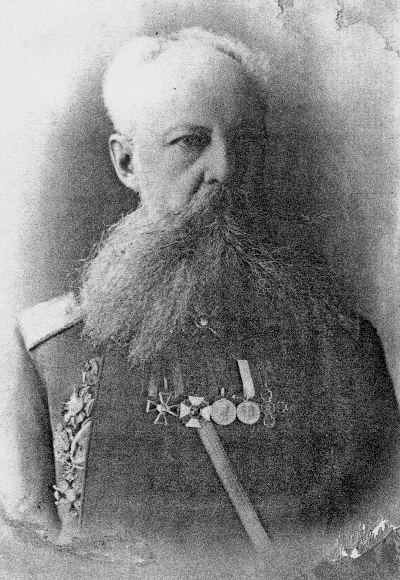
Peter von Bilderling

- Johan Buldrinck, vassal de l’Ordre teutonique, ayant reçu fief avec droit allodial le 14 mars 1495 du grand-maître de l'Ordre Wolter von Plettenberg.
- Hermann von Büldring, ropriétaire de Rauden et héritier de Bilderlingshof, fut immatriculé pour la famille dans le nobiliaire de Courlande en 1634 et céda Bilderlingshof au Grand-Duc Frédéric de Courlande en 1637.
- Melchior von Bilterling, prédicateur luthérien allemand de la cour de Courlande à la fin du XVIIe siècle et écrivain, édita plusieurs livres dont, en 1672, Rechte Glaubens Regel von verwahren Religion in Welcher ein Christ gewiß kann selig werden... (Les règles exactes de la foi dans la vraie religion dans lesquelles un chrétien peut être certain d’être heureux) qui est édité à Francfort et à Leipzig par Martin Hallervorden, éditeur à Koenigsberg. En 1686, il écrit son Verus Christianus (in 8°) qui est édité à Riga. Ses lettres ouvertes à Paul Einhorn ont été reproduites dans la première partie du livre de Tetsch, Kurlandische Kirche Geschichte. Il est également cité par Gadebuch.
- Georg Sigismund von Bilderling (1767-1829), qui fait partie du livre de von Recke sur les écrivains baltes. Il a obtenu un doctorat de philosophie de l’université de Wittenberg et, en 1803, devient professeur titulaire de religion et de philosophie du lycée de Mitau. En 1824, il devient assesseur du collège et, en 1826, conseiller aulique à Mitau. Il modifie l'orthographe du nom en Bilderling avec un « d » sachant que le fief s’appelle alors Bilderlingshof. Il a laissé beaucoup d’écrits politiques et religieux dont on trouve la liste chez Recke.
- Alexander Otto Hermann von Bilderling, premier Bilderling né russe, après que le Grand-Duché de Courlande fut devenu russe en 1795. Ayant opté pour la religion orthodoxe, il a fait modifier l'ordre de ses prénoms et est appelé Alexandre Grigorievitch dans ses états de service de l'armée. Entre 1822 et l824, il a suivi des cours à Strasbourg (droit, histoire, mathématiques, physique et anatomie) et à l'École polytechnique de Paris.
- Peter von Bilderling, humaniste ayant touché à beaucoup de disciplines : militaire, ingénieur (industriel et agronome), écrivain et homme d’affaires. Militaire et ingénieur, il est administrateur de l’arsenal d’Ijevsk (il inventa la carabine de ligne no 4). En tant qu’homme d’affaires, il est le cofondateur avec Ludwig Nobel de la société Branobel la plus grande société pétrolière mondiale de l’époque. Écrivain, il écrit un manuel militaire sur le cheval et les armes. Ingénieur agronome, il fait de sa propriété de Zapolié un modèle agronomique européen et y inventa un roséomètre.
- Alexandre von Bilderling, général de cavalerie de l'armée impériale russe, célèbre par ses travaux historiques, en particulier sur la vie de Lermontov, et ses sculptures. Le sommet de sa carrière militaire fut atteint pendant la guerre russo-japonaise de 1904-1905 qui se termina à la bataille de Moukden.